# Peter Slaghuis
Peter Slaghuis (Rijswijk, 21 augustus 1961 – Appeltern, 5 september 1991) was een invloedrijke Nederlands producer van disco-remixen hiphop en later house-dj. Samen met Ben Liebrand zette hij in de jaren 80 de toon voor de dj- en remixcultuur in Nederland. Ook speelde hij een belangrijke rol in de doorbraak van house in Nederland en de ontwikkeling van hardcore house. Zijn grootste successen zijn de remix van I Can't Wait van Nu Shooz en zijn hits Jack to the Sound of the Underground  en Move Your Feet to the Rhythm of the Beat. Ook maakte hij onderdeel uit van succesvolle acts Video Kids en Holy Noise. Verder hielp Peter Slaghuis veel andere artiesten op weg. Daarbij zaten Paul Elstak,  Extince, Speedy J, Jeroen Verheij en Rob Fabrie. 

## Vroege jaren
Slaghuis groeide op in Rijswijk en volgde een kappersopleiding. Zijn grote passie lag echter bij muziek. Vanaf 1979 was hij actief als dj in discotheken in Den Haag. Als producer en remixer van voornamelijk oudere hits maakte hij in de eerste helft van de jaren 80 snel naam. In 1980 verscheen in eigen beheer zijn eerste "Disco Breaks"-mix. Dit markeerde het begin van een lange reeks clandestiene mixelpees onder die naam. Hij maakte later ook mixen voor ECI. Daarnaast stuurde hij enkele malen mixen op naar de Soulshow van Ferry Maat. Dit resulteerde in de vraag om voor 1987 de jaarmix te verzorgen. Slaghuis werkte vanaf 1982 ook veel samen met Erik van Vliet en Michiel van der Kuy. Zo maakte hij remixen voor hun acts Laser Dance en Sisley Ferré. 
In 1984 werd Slaghuis gevraagd voor het italodiscogroepje Video Kids. Hij verscheen enkel op het podium en playbackte. De muziek werd gemaakt door Catapult, waaronder de hit Woodpeckers from Space dat de hoogste positie bereikte in Spanje en Noorwegen. Als statement tegen het apartheidsregime weigerde Slaghuis de single uit te brengen in Zuid-Afrika. Er werd echter een Zuid-Afrikaanse coverversie gemaakt. In 1984 en 1985 verschenen respectievelijk de albums The Invasion of the Spacepeckers en On Satellite. In 1985 hield hij het voor gezien bij de Video Kids. Met zijn bekendheid wist hij een plek te bemachtigen als dj bij de Rotterdamse discotheek BlueTiek-in.

## Remixer
Slaghuis maakte in de jaren tachtig ook faam als remixer. In zijn thuisstudio maakte hij muziek met het knippen en plakken van bestaande opnames en zelfgeproduceerd werk. In 1981 maakte hij ook een illegale remix van Lay All Your Love On Me van ABBA die populair werd in Nederlandse discotheken. Zijn doorbraak als remixer kwam in 1986 door een remix van het nummer I Can't Wait van de Amerikaanse band Nu Shooz. Het nummer werd door zijn toedoen een wereldhit al verdiende hij er door een inschattingsfout maar 500 gulden aan. Hij vond de plaat eigenlijk maar slecht en had er geen vertrouwen in dat het ooit een hit zou kunnen worden. Daarom koos hij voor een vast bedrag in plaats van een percentage. Wel wist hij zich te vestigen als remixer en werkte hij enige tijd voor de remix-service van Disco Mix Club. Daarmee  maakte hij remixen voor Madonna, Mel & Kim en Europe. In 1988 scoorde hij in het Verenigd Koninkrijk een hit met een remix van Downtown van Petula Clark.

## Hiphop
In 1987 deed Slaghuis een uitstapje naar hiphop met de dan nog onbekende rapper Extince. Slaghuis produceerde de beat achter Extince's single Milkshake Rap (1987). Dit nummer leidde tot juridische problemen met McDonald's; de fastfoodketen kon het niet waarderen dat hun reclamemuziek werd gebruikt. De single moest uit de handel worden gehaald en werd vervangen door een "schone" versie. Slaghuis produceerde nog enkele singles voor Extince, al waren die weinig succesvol. Slaghuis produceerde daarna ook I Can Handle It (1989) van Mister Mixi & Skinny Scotty. De rappers hadden daarmee in het buitenland succes en er ze maakten ook het album Tea House, waarvan Slaghuis acht nummers produceerde. In 1990 maakte hij met Paul Elstak de single Somebody In The House Say Yeah! van de rapcrew The Timedrillers. Ook nam hij de single Unarmed & Dangerous op met MC Hughie Babe.

## Housepionier
In de tussentijd begonnen de eerste houseplaten Nederland te bereiken. Als dj in BlueTiek-in was Slaghuis een van de eersten die het genre in Nederland aan de man brachten. Hij leerde er DJ Paul Elstak kennen, die als jongere dj diens leerling werd. Een eerste flirt met house deed hij met het nummer Samplification (1986) als Wiseguys. In 1988 nam hij onder de naam Hithouse (een vrije vertaling van zijn achternaam) zijn eerste grote hit en bekendste nummer Jack to the Sound of the Underground op, dat uitgroeide tot een wereldhit. Jack to the Sound of the Underground is een van de eerste platen met een acidgeluid in de mix. Het Belgische platenlabel ARS pikte het nummer op en bracht het ook in Engeland uit, waar het in oktober 1988 de achtste plaats van de UK Singles Chart haalde. Van daaruit werd het in heel Europa een grote hit, behalve in zijn eigen Nederland, waar slechts de 22ste plaats gehaald werd. Later gebruikte The Prodigy dezelfde sample uit het nummer You're No Good for Me van Kelly Charles (1987) voor hun hit No Good (Start the Dance) (1994).
De opvolger Move Your Feet to the Rhythm of the Beat klonk gelijkwaardig aan zijn voorganger en werd in 1989 een grote hit. Met ruim een miljoen verkochte exemplaren van beide singles richtte hij een studio in en begon hij een eigen label (Hithouse Records), waarop hij zijn producties met andere artiesten uitbracht. Hij bracht er vroeg werk uit van Speedy J, Jeroen Verheij, Like A Tim en Rene van den Berghe. Met enkelen van hen werkt hij ook samen onder de naam Problem House. Samen met Paul Elstak en Rob Fabrie (Waxweazle/Headbanger) en Richard van Naamen en MC Alee werkte Slaghuis als studiotechnicus-mixer aan een album van Holy Noise. Een jaar later verscheen de opvolger van dit album, Organised Crime. De daarvan getrokken single James Brown Is Still Alive (als reactie op de houseklassieker James Brown Is Dead van L.A. Style) haalde de top 10 in de Nederlandse hitlijst. Slaghuis werkte ook aan een tweede album dat Acute Sense Of Hearing zou gaan heten. Dit album is nooit uitgebracht. Wel verschenen in 1990 de singles  A Bright Day en I've Been Waiting for Your Love. De laatste maakt hij met Réjane Magloire van de discogroep Indeep.

## Overlijden
Slaghuis verongelukte op 5 september 1991 op de A2 met zijn auto op weg naar huis in Appeltern. Paul Elstak zette het project Holy Noise nog voort na de dood van Slaghuis. Zijn platenlabel werd tijdelijk voortgezet door platenmaatschappij Mid-Town en later door ARS in België om de aangegane verplichtingen na te komen. Precies 25 jaar later werd hij herdacht met een tributeshow, georganiseerd in Den Haag.